# Tetta Kawai
Tetta Kawai (født 8. maj 2000) er en japansk fodboldspiller.
Han har spillet for flere forskellige klubber i sin karriere, herunder Gamba Osaka.